# Giovanni Salviati
Giovanni Salviati (Florència, 24 de març de 1490 -28 d'octubre de 1553, Ravenna) va ser un cardenal italià. Fill de Jacopo Salviati i Lucrècia de Mèdici, era el nebot per part de la seva mare del Papa Lleó X. I també era l'oncle del Gran Duc de Toscana, Cosme I i el cardenal Alessandro de Mèdici, qui més tard seria Papa amb el nom de Lleó XI. Fou amic de Maquiavel. L'artista Francesco de' Rossi va prendre el nom de Salviati, ja que Giovanni era el seu patró. I va encarregar composicions a Jacques du Pont.
Va ser nomenat cardenal pel seu oncle Lleó X el 1517 i bisbe de Ferrara el 1520. Quan el seu cosí va esdevenir Papa (Climent VII), va entrar al seu servei estant a càrrec d'algunes ambaixades. Va anar a Espanya i després a França el 1526 per reforçar el Tractat de la Lliga de Cognac (o Lliga Santa) contra el mateix Carles V, a iniciativa del Papa oposant-se als seus dominis excessius. A la mort del papa Climent VII va ser un dels candidats papables en el Conclave de 1534, però no va ser elegit per l'oposició de Carles V. Posteriorment, el Papa Pau III el va nomenar bisbe d'Albano i Sabina (1543) i després bisbe de Porto (1549). El seu germà Bernardo també fou cardenal, i confident de Caterina de Mèdici.